# Guy de Combaud-Roquebrune
Guy de Chieusses de Combaud Roquebrune (20 octobre 1904 à Paris- 4 septembre 1944) est un résistant, officier français, chef d'entreprise, mort au combat.

## Biographie
Guillaume (dit Guy) Louis Antoine de Chieusses de Combaud Roquebrune, fils de Jean de Chieusses de Combaud Roquebrune et de Marie Thénard, est né le 20 octobre 1904 à Paris.
Il épouse le 9 octobre 1927 à Menthon-Saint-Bernard (Haute-Savoie) Ghislaine de Menthon (1904-1993), d'où six enfants, dont l'acteur de cinéma Jean Sorel.
Il prépare Saint-Cyr, mais un grave accident l’empêche de s'y présenter. Il achète alors la l'imprimerie FERRAN à Marseille, alors en difficulté, qu'il remonte grâce entre autres à l'appui du baron Louis Thénard, son oncle, directeur du journal Le Bien public à Dijon.
Il participe à la guerre comme brigadier, est démobilisé, entre en Résistance dès 1940 et imprime la nuit dans son imprimerie les journaux clandestins, notamment Liberté journal qu'il fonde avec son beau-frère, François de Menthon, Combat, ainsi que des tracts. Il impressionne ceux qui le rencontrent : "homme superbe (...) d'une belle distinction, assez grand, aux traits acérés et aux yeux d'un bleus intense. Il était très sympathique, ouvert et chaleureux". Pour ceux qui l'on croisé au combat, « il avait les qualités et l'allant d'un véritable chef. » Pour d'autres, il constitue, « la meilleure réplique, la meilleure représentation, au XIXe siècle, de ce que pouvait être un chevalier chrétien au XIIe siècle, avec toutes ses qualités et bien peu de défaut. Il était unanimement aimé de tous ceux avec qui il était en contact, aussi bien de ses soldats que de ses ouvriers, aussi bien de ses parents que de ses amis et relations. »
Après son arrestation par les Allemands, il est emprisonné au fort Saint-Nicolas (Marseille) d'où il est libéré après quelques jours. Il rejoint l’Espagne, où il est emprisonné au camp de Miranda où il fait la grève de la faim, puis de Jaraba en compagnie du général Gabriel Cochet ; mis en liberté surveillée, il s'évade, caché dans la coffre de l'attaché militaire anglais qui le conduit jusqu'à Gibraltar.
Le 15 avril 1943, il rejoint l’Angleterre.
À Londres, en tant qu’officier de réserve, il entre à l’état-major des Forces françaises libres, puis, demande à suivre l’entraînement des parachutistes où il est nommé lieutenant.
Il fait la connaissance de Churchill, et acquiert une « grande influence sur les milieux de Londres. »

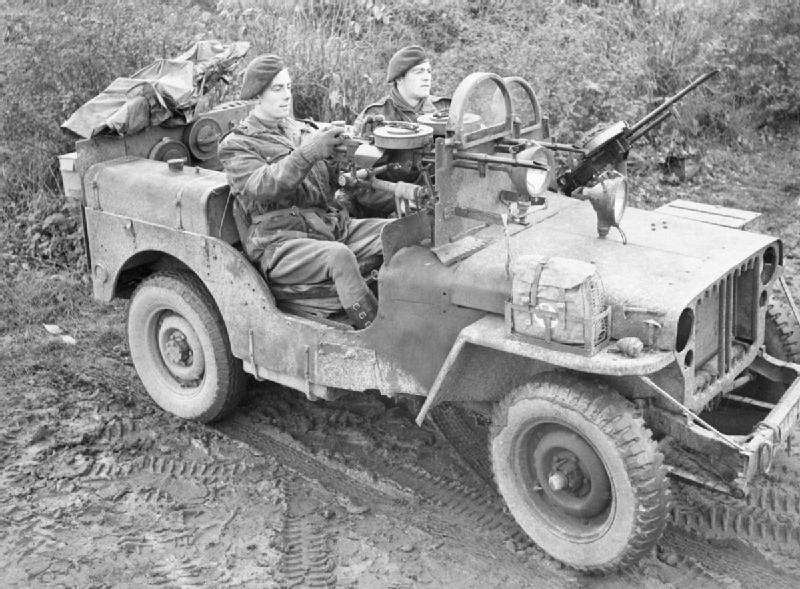
Une Jeep du SAS armée d’une.

II conçoit la mission « Newton » consistant à être parachuté en France, s’infiltrer à travers les lignes allemandes pour renforcer les maquis.
Avec le grade de lieutenant, il prend le commandement d’un escadron du 3e SAS équipé de 19 jeeps, chacune armée de 4 mitrailleuses, composé de 6 officiers et 51 soldats. Il débarque le 16 août 1944 près de Courseulles-sur-Mer en Normandie.
Après avoir progressé avec une colonne américaine, il sépare son escadron en deux : 11 jeeps vers la région nantaise et la Vienne et 8 jeeps sous son commandement vers la Saône. Il progresse de nuit par petites routes, traversant la Loire à gué, passe dans les régions d’Orléans et de Montargis. Au sud d’Auxerre. Il sépare encore son détachement en deux, 4 jeeps à travers le Morvan et les 4 autres avec lui.
Le 24 août, regroupant les deux derniers groupes avec 8 jeeps il atteint son but : La Vineuse, au nord-ouest de Cluny, siège du PC de la Résistance en Saône-et-Loire. Après avoir reçu ses ordres de son chef de corps SAS, le commandant Pierre Chateau-Jobert dit « Conan », il installe le 28 août son PC à Tallant.
Il effectue des coups de mains et des accrochages contre les forces allemandes en repli, à Saint-Ambreuil, Dracy-le-Fort, Charrecey. Le 30 août son détachement participe à une importante embuscade entre Senozan et Saint-Jean-le-Priche.
Le 4 septembre, il participe à la bataille de Sennecey-le-Grand où le groupe inflige de lourdes pertes aux allemands (plus de trois cents morts et de nombreux véhicules détruits). Il est tué avec 9 de ses hommes. Selon le témoignage de résistants, il avait reçu plusieurs balles et lui comme ses hommes « avaient tous une balle dans la nuque ».
Il est enterré à la chapelle de La Ferté, puis au cimetière de Talmay, à côté du château de Talmay en Côte-d'Or.

## Décorations et hommages
- Chevalier de la Légion d'honneur[5],[6]
- Croix de guerre 1939-1945 avec palme de bronze (pour une citation à l'ordre de l'armée)[5],[6]
- Médaille de la Résistance française avec rosette (décret du 24 avril 1946)[5],[6]

Il est cité à l’ordre de l’Armée aérienne et nommé capitaine des FFL à titre posthume. Il reçoit à titre posthume la croix de chevalier de la Légion d’honneur, la croix de guerre avec palme et la médaille de la Résistance française avec rosette (décret du 24/04/1946 publié au JO le 17/05/1946).
Une stèle à sa mémoire a été dressée à l’endroit de sa mort. À Marseille une rue porte son nom.

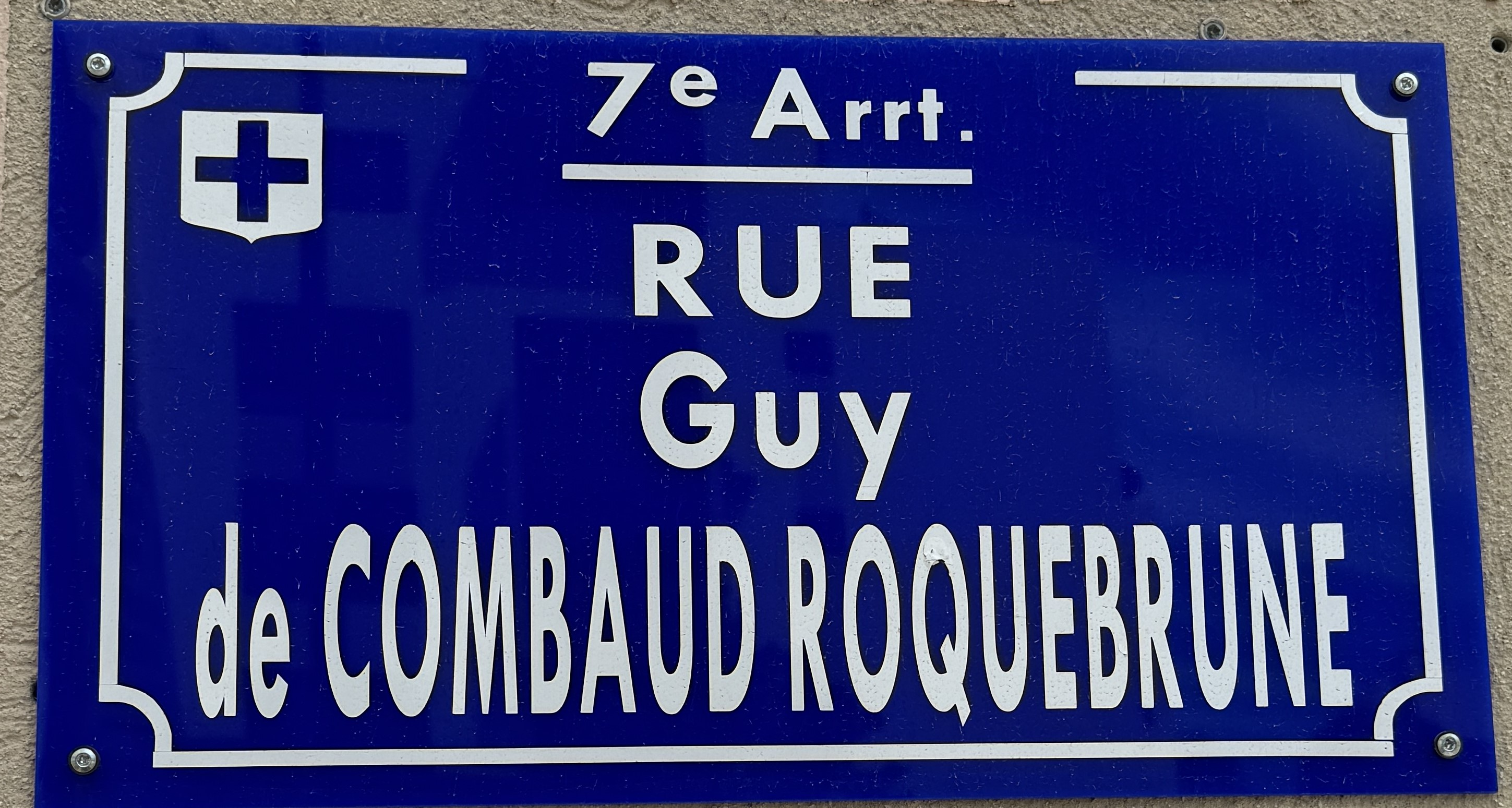
Rue Guy-de-Combaud Roquebrune

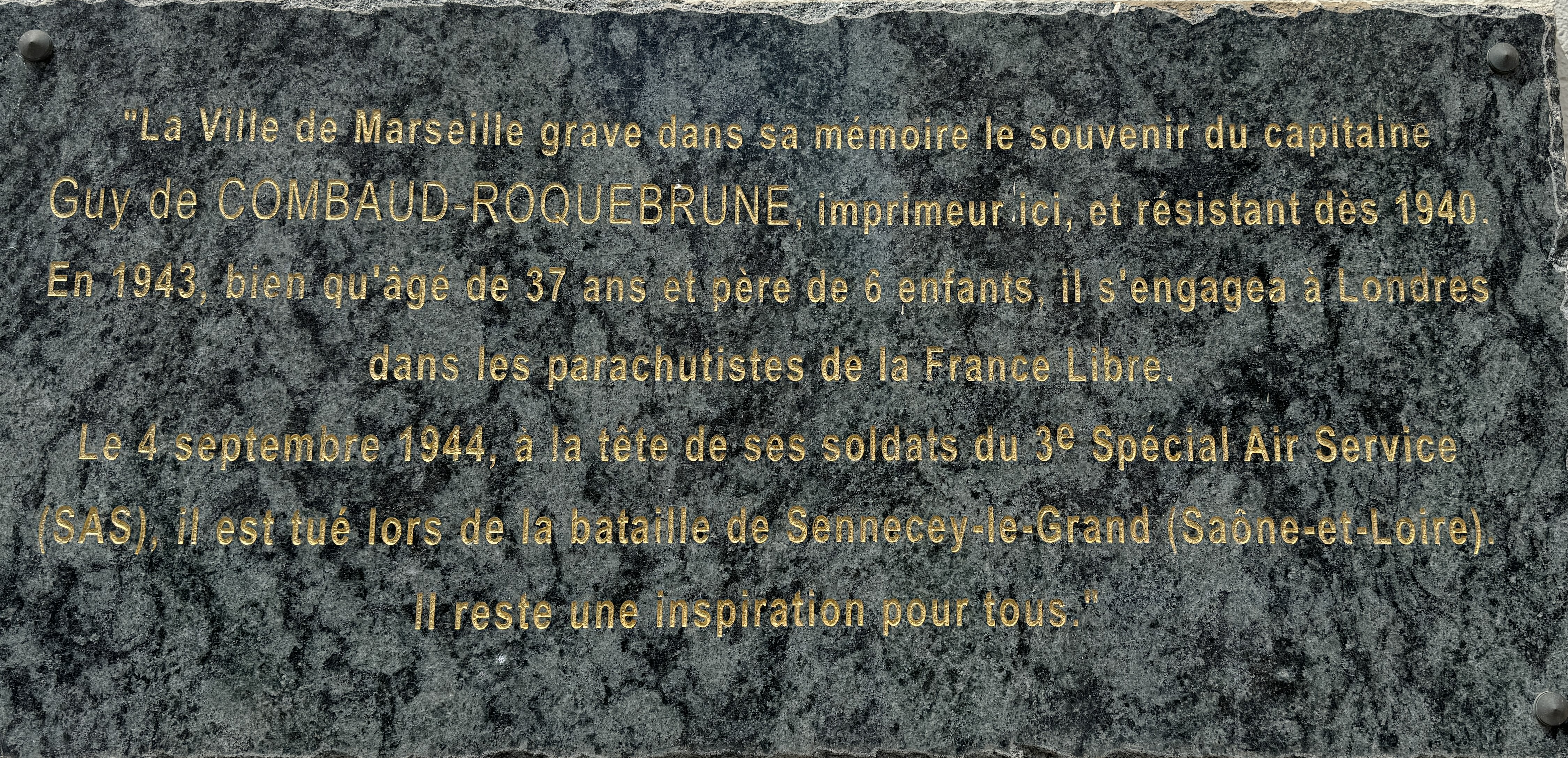
Plaque commémorative Guy de Combaud Roquebrune à Marseille (7e)

## Ouvrages
- Testament spirituels à mes ouvriers, in-16, 32 p, imp. Jobard, Dijon, 1945
- Notes écrite d'Angleterre de 1943 à 1944 à l'intention de sa femme Ghislaine de Menthon Imprimerie SEMCO, Dijon, 1981.